# Волошка Сарандинакі
Волошка Сарандинакі (Centaurea sarandinakiae) — вид квіткових рослин роду волошка (Centaurea) родини айстрові (Asteraceae). Названо на честь ботаніка Віри Сарандинакі.

## Поширення
Понтійський ендемік. Зустрічається лише в Україні в Криму та в Росії біля міста Новоросійськ. В Україні поширений на сході Південного берега Криму (переважно на масиві Кара-Даг) та в околицях міста Старий Крим (гора Агармиш). Росте на кам'янистих осипах і скелях.

## Охорона
Волошка Сарандінакі занесена до Червоної книги України зі статусом «Вразливий». Охороняється в межах Карадазького природного заповідника та ботанічного заказника загальнодержавного значення «Новий Світ».